# متحف عبد الكريم قاسم
متحف عبد الكريم قاسم أو متحف ثورة 14 تموز، هو مَتحف في بغداد يُعرض فيه مُقتنيات شخصية من أهم شخصيات تاريخ العراق المُعاصر، وهو رئيس الوزراء العراقي، عبد الكريم قاسم ( أحد قادة ثورة 14 تموز وأول حاكم عراقي بعد الحكم الملكي ) الذي أسقطه حزب البعث في إنقلاب 1963، ويَقع في أحد البيوت التراثية الواقعة في أهم شارع بالعاصمة بغداد، إلا وهو شارع الرشيد، ولقد حَضر الافتتاح الذي تزامن مع ذكرى يوم أغتيال قاسم في 9 شباط/فبراير، عائلته ومحبوه، فضلاً عن الشخصيات الرسمية والأكاديمية والثقافية.
ولقد انشأ هذا الدار من قبل التاجر العراقي عبد الجبار الخضيري في نهاية القرن التاسع عشر ويعد من المباني التراثية المتميزة في بغداد من حيث التخطيط والعناصر المعمارية والأعمال الخشبية المتميزة (الشناشيل)، ولقد خصصت دائرة التراث هذا البيت لصيانته واحيائه وجعله كمتحف تراثي لشخصية الزعيم الراحل عبد الكريم قاسم حيث يضم هذا المتحف مقتنياته الشخصية وبعض الهدايا النادرة.

## الافتتاح
في 9 فبراير، 2015، إفتتح المَتحف وهو ذكرى يوم أغتيال عبد الكريم قاسم، الذي يعتبر من أهم شخصيات تاريخ العراق المُعاصر، ولقد أفتتح المَتحف في أحد البيوت التراثية الواقعة في شارع الرشيد بالعاصمة بغداد، ولقد حَضر عدد من عائلته ومحبوه فضلاً عن الشخصيات الرسمية والأكاديمية والثقافية.

## قاعات المتحف
ووفقاً لما قالته مديرة دائرة التراث العامة فوزية المالكي، إن «المتحف يضم 5 قاعات، تضمنت القاعة الأولى بعض المقتنيات الشخصية الخاصة بالزعيم، والقاعات الأخرى قد خصصت للهدايا وللأسلحة وللأرشيف والوثائق».

## المقتنيات في المَتحف

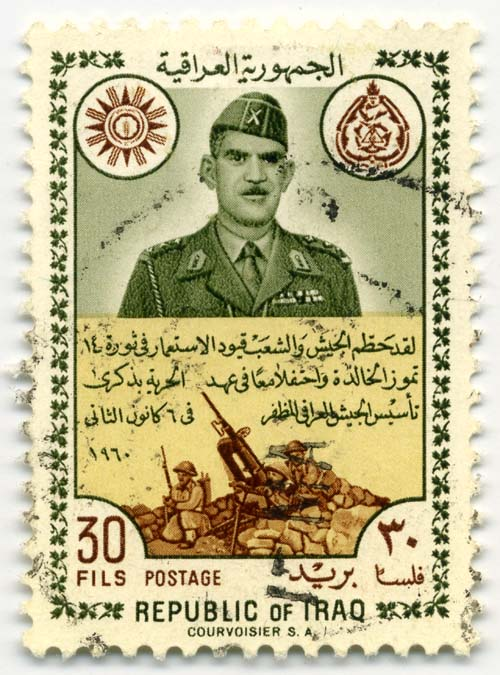
طابع عراقي يحمل صورة الزعيم عبد الكريم قاسم صدر في ذكرى عيد الجيش 1960

ومن ضمن المقتنيات الشخصية للزعيم التي يضمها المتحف، ملابس عسكرية و16 مصحفا تلقاها هدايا وأوسمة وميداليات عسكرية وأقلام حبر كان يستخدمها، وبنادق ومسدسات استعملها أثناء حياته العسكرية، إضافة إلى البطاقة الشخصية الصادرة بتاريخ 20 آب/ أغسطس 1961 ويظهر فيها تاريخ ولادته في 12 كانون الأول/ ديسمبر 1914 في بغداد.
كما يتضمن المتحف بزّتان عسكريتان كان يستخدمهما، واحدة صيفية بلون الخاكي، وأخرى غامقة مصنوعة من الصوف يستخدمها عادة رجال الجيش في الشتاء وعليهما رتبته العسكرية، كما ستعرض حقيبة صغيرة تحتوي أدوات الحلاقة الشخصية.

## وصلات خارجية
- لقاء مع مديرة المَتحف صحيفة البينة
- دار عبد الكريم قاسم هيئة السياحة العراقية